# Teatro della Pergola
El Teatro della Pergola, també conegut com el Teatro degl'Immobili, és un teatre d'òpera de la ciutat de Florència a Itàlia. Està situat al centre de la ciutat, a la Via della Pergola, de la qual el teatre porta el seu nom. Va ser construït en estructura de fusta el 1656 sota el patrocini del cardenal Joan Carles de Mèdici seguint els dissenys de l'arquitecte Ferdinando Tacca, fill de l'escultor Pietro Tacca. Concebut com a teatre privat per la noblesa florentina, fou el primer teatre d'òpera de Florència. És considerat com el més antic d'Itàlia, en haver ocupat el mateix lloc durant més de tres i mitja centúria.
El cardenal hi tenia un seient privilegiat, cobert per un baldaquí, darrere del qual tenia una habitació privada, des d'on es podia retreure tot i continuar a admirar l'escenari. Aquesta tenia un passadís secret que conduïa directament darrere de l'escenari.

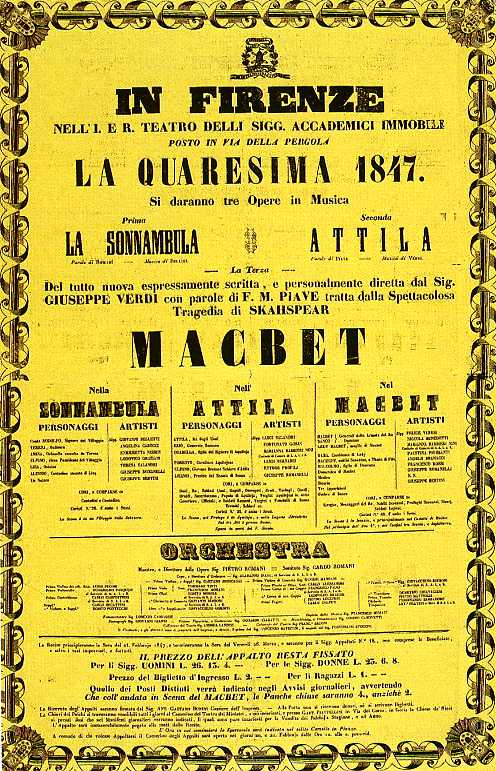
Pòster de l'estrena de Macbeth de Verdi

Es va inaugurar el 7 de febrer de 1657 amb l'òpera bufa Il potestà di Colognole de Jacopo Melani. Quatre anys més tard, el 1651, per a la celebració del casament entre Cosme III de Mèdici amb Margarida Lluïsa d'Orleans es va representar Ercole in Tebe, també de Melani.

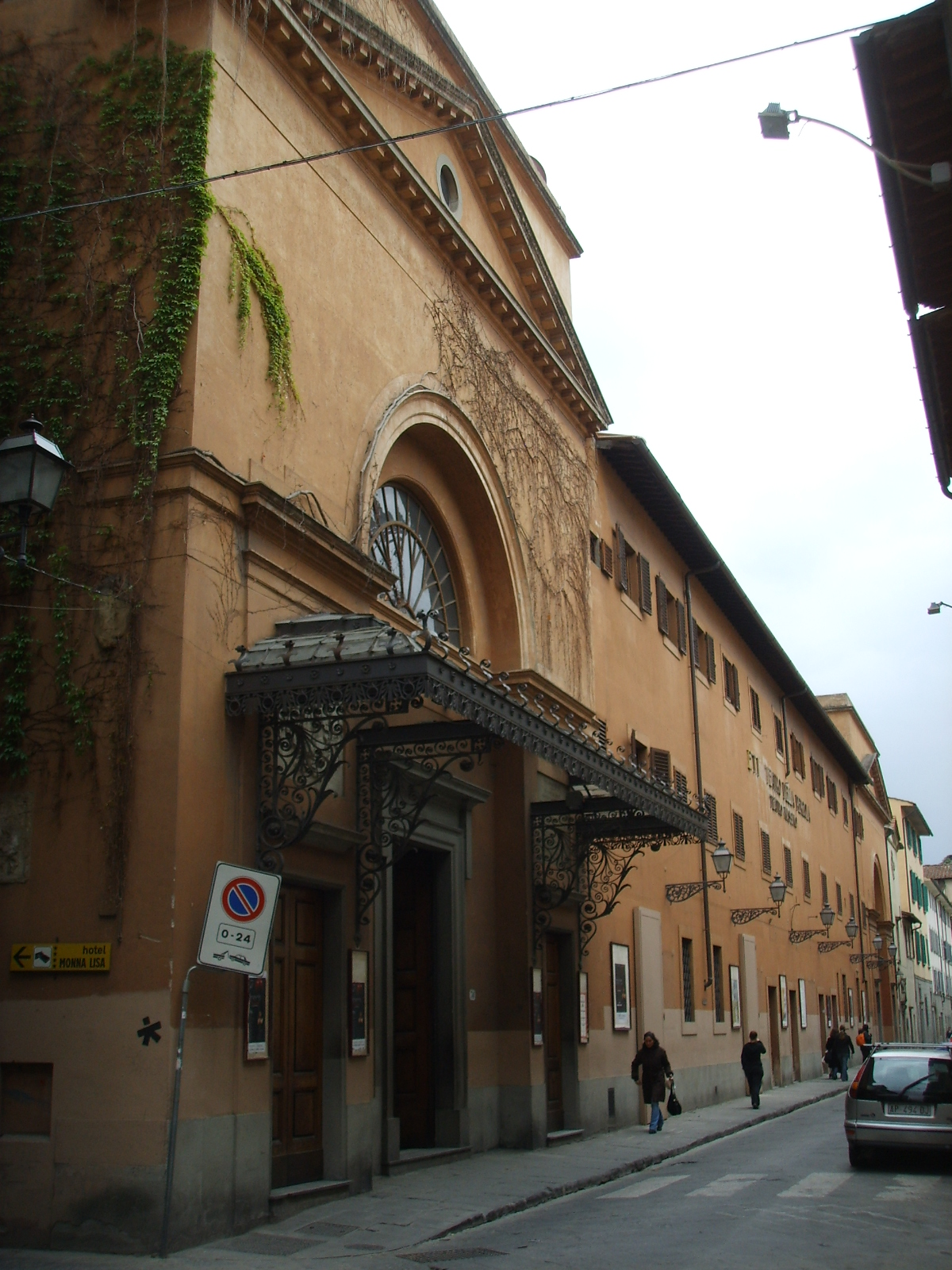
Exterior del teatre

Després de la mort de Joan Carles de Mèdici el 1663, el teatre es va tancar. El 1688 Ferran de Mèdici el va remodelar pel seu casament amb Violant Beatriu de Baviera i hi fa representar Il greco in Troia de Giovanni Maria Pagliardi. Però després de les festivitats, Ferran va tancar el teatre i va deixar totes les factures per pagar. Cosme III va poder evitar l'embargament i va reobrir el teatre el 1781 amb l'estrena de Scanderbeg d'Antonio Vivaldi, seguida de La fede ne'tradimenti de Luca Antonio Predieri. Més novetats les van succeir, entre elles La finta pazzia di Diana del mateix Predieri, L'Atenaide de Vivaldi i Il gran Tamerlano de Giovanni Porta.
Pel carnaval de 1736 es va estrenar Ginevra, principessa di Scozia de Vivaldi. En general, s'oferien tres o quatre òperes cada temporada, ocasionalment amb algun ballet. La Pergola va ser renovada sota el guiatge de l'arquitecte Antonio Galli da Bibbiena cap al final de la dècada del 1730 i entrat el 1740. Florència tenia llavors catorze teatres, però la Pergola era l'únic dedicat exclusivament a l'òpera.
Durant el segle xix, a més de l'oferta d'òperes tradicionals, el teatre va gaudir de diverses estrenes absolutes, moltes d'elles de compositors menors però les seves òperes dels quals eren populars en aquell temps: L'amore muto i Le due duchesse de Filippo Celli, Piglia il mondo come viene, L'inimico generoso i Danao re d'Argo de Giuseppe Persiani, Il birraio de Preston de Luigi Ricci, Luigi Rolla e Michelangelo de Federico Ricci, Rosmunda de Giulio Alary, Il conte di Konigsmarch de Giuseppe Apolloni, Il conte di Leicester de Luigi Badia, Enrico Howard d'Abramo Basevi, La secchia rapita d'Alessandro Biagi, Vanina d'Ornano de Fabio Campana, Rosmunda de Gialdino Gialdini, Gastone di Chanley de Vincenzo Capecelatro, Maria Stuarda de Pietro Casella, i les tres òperes del compositor local Ermanno Picchi.
Les òperes dels grans compositors estrenades al teatre comprenen Rosmonda d'Inghilterra, Parisina d'Este de Donizetti i I Rantzau de Mascagni. Però sens dubte l'òpera que va donar més prestigi al teatre fou Macbeth de Verdi.